# Список умерших в 1978 году
В этой статье представлен список известных людей, умерших в 1978 году.
- См. также: Категория:Умершие в 1978 году

## Январь
- 1 января — Ольга Бган (41) — советская актриса театра и кино
- 1 января — Сергей Махалов (52) — сержант Рабоче-крестьянской Красной Армии, участник Великой Отечественной войны, Герой Советского Союза.
- 1 января — Никифор Привалов (77) — политработник Красной армии.
- 1 января — Николай Шенцов (66) — участник Великой Отечественной войны, Герой Советского Союза.
- 2 января — Тамара Петрова — советская волейболистка, игрок сборной СССР.
- 2 января — Борис Черноусов (69) — советский государственный и партийный деятель. С 1949 по 1952 председатель СМ РСФСР.
- 3 января — Иван Буранов (63) — Полный кавалер Ордена Славы.
- 3 января — Константин Лагутэнок (72) — советский художник.
- 3 января — Арон Соркин (78) — советский учёный-медик, специалист по костному туберкулёзу.
- 4 января — Григорий Куликов (74) — Участник Великой Отечественной войны, генерал-майор артиллерии.
- 5 января — Эльвира Кронберга (67) — советская и латвийская театральная актриса.
- 5 января — Евгений Меншутин (55) — участник Великой Отечественной войны, Герой Советского Союза.
- 7 января — Виллен Азаров (53) — советский кинорежиссёр и сценарист.
- 7 января — Валентина Сперантова (73) — советская актриса театра и кино.
- 7 января — Шаймерден Мусаинов (80) — Герой Социалистического Труда.
- 8 января — Илья Миллер (58) — советский историк и археограф.
- 9 января — Роберт Мёрфи (83) — американский дипломат.
- 10 января — Марк Григорян (77) — советский архитектор, заслуженный деятель искусств Армянской ССР (1940), заслуженный архитектор Армянской ССР (1969).
- 10 января — Аарон Цви Пропес (74) — еврейский (позднее израильский) общественный и культурный деятель.
- 11 января — Павел Балякин (69) — полный кавалер ордена Славы.
- 12 января — Николай Пинчук (56) — участник Великой Отечественной войны, Герой Советского Союза.
- 13 января — Хьюберт Хамфри (66) — американский политик, член Демократической партии, 38-й вице-президент США (при президенте Линдоне Джонсоне).
- 15 января — Кузьма Зуев (63) — участник Великой Отечественной войны, Герой Советского Союза.
- 15 января — Фёдор Манайло (67) — украинский живописец.
- 18 января — Владимир Витковский (92) — генерал-лейтенант. Участник Первой мировой войны и Белого движения на Юге России. Георгиевский кавалер, дроздовец, командир Дроздовской дивизии.
- 18 января — Василий Сидоренко (67) — участник Великой Отечественной войны, Герой Советского Союза.
- 21 января — Алексей Гирнык (65) — пенсионер, бывший политзаключённый, совершивший политическую акцию самосожжения против русификации украинского народа возле могилы Тараса Шевченко близ Канева; Герой Украины (2007, посмертно).
- 23 января — Василий Макаров (77) — советский учёный-агрохимик.
- 27 января — Эмиль Хаузер — венгерско-американский скрипач.
- 28 января — Ежи Курилович (82) — польский лингвист, один из выдающихся лингвистов XX века.
- 28 января — Николай Охрименко (59) — полковник Советской Армии, участник Великой Отечественной войны, Герой Советского Союза.
- 28 января — Николай Писаревский (58) — участник Великой Отечественной войны, Герой Советского Союза.
- 28 января — Алексей Тихонов (70) — участник Великой Отечественной войны, Герой Советского Союза.
- 28 января — Лев Фабрикант (62) — советский и российский строитель, лауреат Ленинской премии.
- 29 января — Анатолий Голубов (69) — участник Великой Отечественной войны, Герой Советского Союза.
- 29 января — Иван Шабунин (60) — участник Великой Отечественной войны, Герой Советского Союза.
- 30 января — Мындру Кац — румынско-израильский пианист.
- 30 января — Владимир Соловьёв (70) — русский советский драматург.
- 30 января — Алексей Бритиков (60) — участник Великой Отечественной войны, Герой Советского Союза.
- 30 января — Надежда Федутенко (62) — участница Великой Отечественной войны, командир авиационной эскадрильи 125-го гвардейского бомбардировочного авиационного полка 4-й гвардейской бомбардировочной авиационной дивизии 1-го гвардейского бомбардировочного авиационного корпуса 3-й воздушной армии 1-го Прибалтийского фронта, гвардии майор. Герой Советского Союза.
- 31 января — Гайк Даштаянц (53) — советский терапевт и гематолог, доктор медицинских наук.

## Февраль
- 1 февраля — Лазарь Френкель (74) — советский режиссёр театра и кино, сценарист.
- 3 февраля — Адольф Берман (71) — польский и израильский общественный деятель, психолог, секретарь Жеготы. Брат Якуба Бермана.
- 3 февраля — Ефим Корчмар (63) — советский шахматист.
- 3 февраля — Григорий Филиппов (68) — Герой Советского Союза.
- 4 февраля — Аркадий Кулешов (63) — белорусский советский поэт, переводчик. Народный поэт БССР.
- 5 февраля — Оразгельды Эрсарыев (77) — новатор колхозного производства, председатель колхоза им. Тельмана Ленинского района Ташаузской области Туркменской ССР.
- 6 февраля — Митрофан Заикин (76) — Герой Советского Союза.
- 6 февраля — Александр Сычёв (74) — Герой Советского Союза.
- 9 февраля — Самуил Горлин (64) — Советский учёный-механик.
- 9 февраля — Василий Сотников (75) — Герой Советского Союза.
- 9 февраля — Владимир Ходус (63) — полный кавалер ордена Славы.
- 10 февраля — Мирза Джабиев (52) — Герой Советского Союза.
- 11 февраля — Харри Мартинсон (73) — шведский писатель и поэт, лауреат Нобелевской премии по литературе (1974, совместно с Эйвиндом Юнсоном).
- 11 февраля — Алексей Федосеев (64) — советский конструктор и учёный в области авиационной электротехники.
- 11 февраля — Григорий Ямушев (59) — Герой Советского Союза.
- 12 февраля — Эмилия Мильтон (75) — российская актриса.
- 12 февраля — Фёдор Сорокин (61) — Герой Советского Союза.
- 12 февраля — Карл Элиасберг (44) — советский дирижёр, заслуженный деятель искусств РСФСР.
- 13 февраля — Игорь Алфёров (48) — украинский советский архитектор.
- 13 февраля — Михаил Батурин (73) — советский разведчик, полковник.
- 13 февраля — Любовь Жигалова (53) — советская прыгунья в воду, тренер.
- 16 февраля — Феоктист Барбасов (72) — Герой Советского Союза.
- 18 февраля — Алексей Молодчинин (62) — Герой Советского Союза.
- 19 февраля — Михаил Захаров (65) — советский военачальник, адмирал, начальник политического управления Тихоокеанского флота.
- 20 февраля — Рубен Багиров (69) — советский офицер, участник Великой Отечественной войны, Герой Советского Союза.
- 22 февраля — Аваси (82) — армянский ашуг, народный артист Армянской ССР.
- 22 февраля — Мордехай Маклеф — третий начальник Генерального штаба Армии Обороны Израиля, в дальнейшем генеральный директор многих значительных израильских предприятий.
- 23 февраля — Степан Добош (65) — основатель и первый ректор Ужгородского университета.
- 24 февраля — Андрей Ткаченко (59) — командир эскадрильи 18-го гвардейского авиационного полка 2-й гвардейской авиационной дивизии 2-го гвардейского авиационного корпуса авиации дальнего действия, гвардии майор.
- 25 февраля — Артём Алиханьян (69) — выдающийся армянский, советский физик, член-корреспондент АН СССР.
- 25 февраля — Камиль Рахимов (77) — татарский и башкирский композитор. Заслуженный деятель искусств БАССР.
- 26 февраля — Мария Бах (81) — австрийская пианистка, скрипачка, композитор и художница.
- 26 февраля — Иван Чугунов (56) — Герой Советского Союза.
- 27 февраля — Ниг Липскомб (англ. Nig Lipscomb) (67), американский бейсболист.[1]
- 27 февраля — Николай Никитенко — Герой Советского Союза.
- 28 февраля — Илларион Малыгин (76) — русский драматург, поэт.
- 28 февраля — Эрик Фрэнк Рассел (73) — английский писатель-фантаст.

## Март
- 1 марта — Сусанна Коваль (68) — украинская советская театральная актриса.
- 2 марта — Евгений Горбатюк (63) — участник Великой Отечественной войны, Герой Советского Союза.
- 2 марта — Абрам Приблуда (77) — советский еврейский языковед-ономаст.
- 2 марта — Николай Родзин (53) — советский украинский художник, график.
- 3 марта — Василий Ефанов (77) — советский художник, знаменитый парадными портретами и монументальными полотнами.
- 4 марта — Аркадий Колесников (70) — советский учёный в области гидрологии и океанологии.
- 6 марта — Лев Журавский (59) — советский хирург, доктор медицинских наук.
- 8 марта — Герман Бокун (55) — советский и белорусский спортсмен и тренер по фехтованию.
- 8 марта — Дмитрий Гудков (56) — участник Великой Отечественной войны, Герой Советского Союза.
- 8 марта — Иван Черников (67) — участник Великой Отечественной войны, Герой Советского Союза.
- 9 марта — Рафаил Перельштейн (68) — советский кинорежиссёр, один из самых известных режиссёров туркменского и таджикского советского кинематографа.
- 11 марта — Клод Франсуа (39) — французский исполнитель и автор песен; удар током.
- 14 марта — Владимир Афанасьев (53) — Полный Кавалер ордена Славы.
- 15 марта — Иван Авдеев (68) — участник Великой Отечественной войны, пулемётчик 107-го гвардейского стрелкового полка 34-й гвардейской стрелковой дивизии 4-й гвардейской армии 3-го Украинского фронта, Герой Советского Союза (1945).
- 15 марта — Тихон Кучеряба (67) — подполковник Советской Армии, участник Великой Отечественной войны, Герой Советского Союза.
- 15 марта — Борис Рубин (77) — советский биохимик.
- 16 марта — Алексей Татаринов (82) — военный деятель, участник Гражданской и Великой Отечественной войн, генерал-майор береговой службы.
- 16 марта — Семён Фурман (67) — выдающийся советский шахматный тренер, гроссмейстер, шахматный теоретик.
- 18 марта — Ли Брэкетт (62) — известная американская писательница-фантаст, жена Эдмонда Гамильтона.
- 18 марта — Семен Заславский (67) — советский композитор.
- 18 марта — Григорий Чех (70) — участник Великой Отечественной войны, Герой Советского Союза.
- 18 марта — Иван Шерстобитов (60) — Полный кавалер ордена Славы.
- 19 марта — Александр Исаченко — чехословацкий и австрийский лингвист русского происхождения, профессор.
- 19 марта — Захар Сорокин (61) — участник Великой Отечественной войны, Герой Советского Союза.
- 19 марта — Винифред Уэстовер (78) — американская киноактриса.
- 20 марта — Всеволод Петров (65) — советский, русский искусствовед, писатель, мемуарист, музейный деятель, знаток русского искусства.
- 21 марта — Николай Шамшик (57) — участник Великой Отечественной войны, Герой Советского Союза.
- 23 марта — Ярослав Иосселиани (64) — советский подводник, капитан 1 ранга, Герой Советского Союза .
- 23 марта — Тадеуш Ромер (83) — польский дипломат и политик.
- 23 марта — Остап Стеца (77) — украинский, советский и польский военный.
- 23 марта — Григорий Ширма (86) — советский белорусский хоровой дирижёр, композитор, педагог и музыковед—фольклорист.
- 23 марта — Константин Филинов (67) — полный кавалер ордена Славы.
- 24 марта — Григорий Кикнадзе (81) — начальник Закавказской железной дороги.
- 25 марта — Александр Давидсон (65) — советский кинорежиссёр.
- 26 марта — Алексей Курочкин (66) — советский военачальник, генерал-майор авиации.
- 27 марта — Андрей Никулин (78) — генерал Советской армии.
- 27 марта — Николай Самохин (64) — командир звена 11-го отдельного разведывательного авиационного полка 3-й воздушной армии Калининского фронта, капитан. Герой Советского Союза.
- 28 марта — Иван Собко (59) — Герой Советского Союза
- 28 марта — Карл Эш (85) — один из ведущих финских военачальников во время Второй мировой войны.
- 29 марта — Анатолий Драпей (56) — пловец, тренер, судья.
- 30 марта — Вячеслав Лещенко (61) — Герой Советского Союза

## Апрель
- 1 апреля — Григорий Ефремов (62) — Герой Социалистического Труда.
- 1 апреля — Жак Ихмальян (55) — армянский советский художник.
- 1 апреля — Анатолий Сахаров (54) — советский историк.
- 2 апреля — Иван Виноградов (62) — майор Советской Армии, участник Великой Отечественной войны, Герой Советского Союза.
- 2 апреля — Валерий Золотавин (72) — советский химик-аналитик, доктор химических наук, профессор, заведующий кафедрой физико-химических методов анализа Уральского политехнического института.
- 2 апреля — Павел Мощалков (75) — советский военный деятель.
- 2 апреля — Николай Павлов (55) — участник Великой Отечественной войны, Герой Советского Союза.
- 3 апреля — Акакий Васадзе (78) — грузинский советский актёр и театральный режиссёр, Народный артист СССР.
- 3 апреля — Георгий Прокофьев (54) — российский учёный и педагог.
- 4 апреля — Василий Святухин (67) — советский промышленный и государственный деятель.
- 6 апреля — Николай Набоков (74) — русский и американский композитор, писатель, культурный деятель и функционер ЮНЕСКО.
- 7 апреля — Ермоген (Голубев) (82) — архиепископ Калужский и Боровский.
- 7 апреля — Георгий Филиппов (75) — участник Великой Отечественной войны, Герой Советского Союза.
- 9 апреля — Владимир Васильев (59) — советский государственный и партийный деятель, председатель Исполнительного комитета Ульяновского областного Совета (1964—1978).
- 10 апреля — Альберт Вольрат — эстонский футболист и советский футбольный тренер.
- 10 апреля — Хяльмар Мяэ (76) — эстонский политик.
- 10 апреля — Степан Прутков (67) — участник Великой Отечественной войны, Герой Советского Союза.
- 12 апреля — Алексей Вилков (57) — Полный кавалер Ордена Славы.
- 12 апреля — Степан Доценко (78) — старший сержант Рабоче-крестьянской Красной Армии, участник Великой Отечественной войны, Герой Советского Союза.
- 12 апреля — Павел Коробков (68) — участник Великой Отечественной войны, Герой Советского Союза.
- 12 апреля — Борис Новиков (60) — участник Великой Отечественной войны, Герой Советского Союза.
- 12 апреля — Михаил Сальников (58) — участник Великой Отечественной войны, Герой Советского Союза.
- 13 апреля — Станислав Жданько (24) — советский актёр
- 13 апреля — Иван Костыря (46) — украинский и советский писатель.
- 16 апреля — Пётр Бажин (63) — участник Великой Отечественной войны, Герой Советского Союза.
- 18 апреля — Додо Антадзе (77) — грузинский советский актёр и театральный режиссёр, Народный артист СССР.
- 18 апреля — Степан Манкович — Герой Советского Союза.
- 20 апреля — Иван Козяренко (72) — советский офицер, Герой Советского Союза.
- 20 апреля — Виктор Темнов (62) — Герой Советского Союза.
- 21 апреля — Семён Понамарчук (55) — Герой Советского Союза.
- 22 апреля — Иван Лапшов (60) — Герой Советского Союза.
- 23 апреля — Григорий Головачёв (59) — Полный кавалер Ордена Славы.
- 23 апреля — Иван Переверзев (63) — советский актёр театра и кино.
- 24 апреля — Дмитрий Горбовский (70) — советский военачальник, начальник Военной академии химической защиты.
- 24 апреля — Илона Дучинская (81) — венгерско-австрийская революционерка польско-австро-венгерского происхождения, переводчица.
- 25 апреля — Евгений Вавилов — украинский советский учёный, специалист в области кибернетики, педагог. Доктор технических наук.
- 25 апреля — Зента Мауриня (80) — латвийская писательница, эссеист, исследователь творчества Ф. М. Достоевского, философ и переводчица.
- 27 апреля — Давид Герасимчук (61) — подполковник Советской Армии, участник Великой Отечественной войны, Герой Советского Союза.
- 27 апреля — Георгий Шторм (79) — русский советский прозаик и историк литературы. Автор историко-биографических романов.
- 28 апреля — Михаил Василенко (64) — участник Великой Отечественной войны, Герой Советского Союза.
- 28 апреля — Роман Кармен (71) — советский, российский кинооператор и кинодокументалист, фронтовой оператор.
- 30 апреля — Юрий Лагутин (29) — советский гандболист, заслуженный мастер спорта СССР.
- 30 апреля — Василий Нартов (78) — советский военачальник, генерал-майор интендантской службы.
- 30 апреля — Андрей Невзоров (88) — русский офицер, герой Первой мировой войны, участник Белого движения на Юге России.

## Май
- 1 мая — Степан Валентеев (66) — участник Великой Отечественной войны, Герой Советского Союза.
- 1 мая — Борис Владимиров (73) — участник Великой Отечественной войны, Герой Советского Союза.
- 1 мая — Арам Хачатурян (74) — армянский советский композитор, дирижёр, педагог, музыкально-общественный деятель, автор музыки Государственного гимна Армянской ССР (1944), народный артист СССР (1954).
- 2 мая — Байрам Аллабердыев — Герой Социалистического Труда.
- 2 мая — Сергей Исаев — участник Великой Отечественной войны, Герой Советского Союза.
- 2 мая — Георгий Хачин (63) — участник Великой Отечественной войны, Герой Советского Союза.
- 2 мая — Леонид Энтелис — советский композитор, музыковед, балетный и оперный критик, педагог.
- 3 мая — Павел Григорьев (56) — участник Великой Отечественной войны, Герой Советского Союза.
- 3 мая — Александр Колесов (55) — участник Великой Отечественной войны, Герой Советского Союза.
- 3 мая — Александр Реформатский (77) — российский лингвист, доктор филологических наук, профессор, один из представителей Московской фонологической школы.
- 3 мая — Пинхас Розен (91) — израильский общественный и политический деятель.
- 5 мая — Мажит Бегалин (56) — советский казахский актёр и режиссёр.
- 5 мая — Мумин Каримов (58) — Полный кавалер Ордена Славы.
- 8 мая — Юрий Тюлин (84) — советский музыковед, педагог и композитор.
- 9 мая — Джордж Мачюнас (46) — американский художник и композитор.
- 9 мая — Альдо Моро (61) — Председатель Совета Министров Италии в 1963—1969 и 1974 — 1976 годах, христианский демократ; похищен и убит организацией «Красные бригады».
- 9 мая — Иван Редок (52) — Полный кавалер Ордена Славы.
- 10 мая — Николай Абрамов (75) —советский военачальник, генерал-майор авиации.
- 10 мая — Никита Ковалёв (68) — полковник Советской Армии, участник Великой Отечественной войны, Герой Советского Союза.
- 10 мая — Виталий Сёмин (50) — русский писатель.
- 10 мая — Борис Хайкин (73) — советский дирижёр, профессор Московской консерватории, Народный артист СССР.
- 12 мая — Виктор Завалин (56) — участник Второй мировой войны. Герой Советского Союза.
- 12 мая — Григорий Юнак (65) — Полный кавалер ордена Славы.
- 12 мая — Василий Меркурьев (74) — советский актёр театра и кино, театральный педагог, народный артист СССР.
- 13 мая — Сергей Фионин (56) — Герой Советского Союза.
- 14 мая — Александр Кипнис (87) — русский и американский оперный певец.
- 15 мая — Алексей Агафонов (54) — Герой Советского Союза.
- 15 мая — Роберт Мензис (83) — австралийский государственный деятель, премьер-министр Австралии (1939—1941).
- 15 мая — Анджей Хцюк (58) — польский поэт и прозаик.
- 16 мая — Уильям Стайнберг (78) — немецкий и американский дирижёр еврейского происхождения.
- 18 мая — Георгий Петерс (80) — Герой Советского Союза.
- 19 мая — Антон Аблов (72) — молдавский советский учёный, основоположник координационной химии в Молдавии.
- 20 мая — Валентин Макаров (58) — Герой Советского Союза.
- 21 мая — Игорь Аничков (80) — советский лингвист.
- 21 мая — Николай Краснов (59) — Герой Советского Союза.
- 21 мая — Фёдор Тонкошкур (58) — Герой Советского Союза.
- 22 мая — Павел Михеев (65) — Полный кавалер Ордена Славы.
- 23 мая — Николай Гусев — Герой Советского Союза.
- 23 мая — Владимир Рийвес (61) — эстонский и советский астроном.
- 25 мая — Артур Вадер (58) — советский партийный и государственный деятель, кандидат исторических наук.
- 25 мая — Василий Туркин (56) — Герой Социалистического Труда.
- 26 мая — Тамара Карсавина (93) — русская балерина.
- 27 мая — Константин Горшенин (72) — советский государственный и партийный деятель, Генеральный прокурор СССР 1946—1948), действительный государственный советник юстиции.
- 28 мая — Владислав Дворжецкий (39) — советский актёр театра и кино (фильмы «Бег», «Солярис», «Капитан Немо» и др.)
- 28 мая — Иван Золин (73) — советский военный журналист, контр-адмирал ВМФ СССР, участник Гражданской и Великой Отечественной войн.
- 28 мая — Михаил Яровой (68) — советский работник морского и речного транспорта, Герой Социалистического Труда.
- 29 мая — Владимир Андрианов (64) — советский политический деятель, председатель Исполнительного комитета Николаевского промышленного областного Совета (1963—1964).
- 29 мая — Сай Бартлетт (77) — американский сценарист и продюсер.
- 29 мая — Юрий Домбровский (69) — русский поэт, прозаик, литературный критик.
- 29 мая — Пётр Новиков (68) — Герой Советского Союза.
- 30 мая — Исай Кляцкин (82) — заместитель начальника управления, затем заместитель начальника научно-технического комитета Главного управления связи Советской армии.

## Июнь
- 1 июня — Абдылас Малдыбаев (71) — киргизский советский композитор и певец (тенор), педагог. Народный артист СССР.
- 2 июня — Сергей Глинский (64) — Герой Советского Союза.
- 2 июня — Михаил Маклярский (68) — советский киносценарист.
- 2 июня — Василий Марков — советский партийный деятель.
- 3 июня — Александр Подоляко (60) — шлифовщик, Герой Социалистического Труда
- 4 июня — Пётр Цыганов (54) — Герой Советского Союза.
- 5 июня — Валентин Бакуль (69) — учёный-материаловед, организатор науки и производства, профессор, доктор технических наук.
- 6 июня — Палладий (Каминский) — епископ Русской православной церкви, архиепископ Житомирский и Овручский.
- 7 июня — Александр Волков (61) — советский художник.
- 8 июня — Иван Романенко (59) — Герой Советского Союза.
- 8 июня — Филипп Черокманов (78) — Герой Советского Союза.
- 11 июня — Яков Бикерман — американский и немецкий химик российского происхождения.
- 11 июня — Янис Далиньш (73) — латвийский спортсмен-легкоатлет, первый в истории Латвии призёр Олимпийских игр.
- 12 июня — Самуил Каплан (56) — российский астрофизик, профессор, автор семнадцати книг и более ста пятидесяти научных работ.
- 14 июня — Мария Гринберг (69) — российская пианистка и преподаватель.
- 15 июня — Николай Игнатов (53) — Герой Советского Союза.
- 17 июня — Всеволод Федынский (70) — советский астроном и геофизик.
- 19 июня — Шайхелислам Салихов (64) — Полный кавалер ордена Славы.
- 21 июня — Борис Чистов (56) — Герой Советского Союза.
- 22 июня — Виктор Елизаров — Герой Советского Союза.
- 22 июня — Йенс Отто Краг (63) — датский политик, Премьер-министр Дании в 1962—1968 и 1971—1972; остановка сердца.
- 22 июня — Владимир Овчинников (66) — русский советский живописец-пейзажист.
- 23 июня — Илья Бородавкин — Герой Советского Союза.
- 24 июня — Мстислав Келдыш (67) — советский учёный в области математики и механики, академик АН СССР (1946).
- 24 июня — Ахмед Хуссейн аль-Гашими (род. в 1938 или 1941) — глава Йеменской Арабской Республики с октября 1977; убийство.
- 26 июня — Пётр Родионов (55) — Герой Советского Союза.
- 28 июня — Григорий Иванов — Полный кавалер Ордена Славы.
- 29 июня — Галактион Ильин (79) — латвийский политический и государственный деятель, депутат и член президиума «Народного Сейма».
- 29 июня — Анатолий Рогозин (62) — Герой Советского Союза.
- 30 июня — Андрей Данькин (64) — Герой Советского Союза.
- 30 июня — Андрей Ратов (84) — Герой Советского Союза.

## Июль
- 1 июля — Ярослав Николаев (79) — советский живописец.
- 2 июля — Салахаддин Кязимов (57) — генерал-майор, командир артиллерийского дивизиона в годы Великой Отечественной войны, заместитель министра внутренних дел Азербайджанской ССР, Герой Советского Союза.
- 4 июля — Пётр Софронеев (58) — советский якутский учёный, кандидат исторических наук.
- 5 июля — Михаил Калинин (60) — Герой Советского Союза.
- 7 июля — Евгений Соловьёв (47) — Герой Советского Союза.
- 10 июля — Николай Борисов (59) — Герой Советского Союза.
- 10 июля — Николай Сапунов (55) — Герой Советского Союза.
- 10 июля — Чургуй-оол Хомушку (60) — Герой Советского Союза.
- 12 июля — Андрей (Рымаренко) — епископ Русской Православной Церкви заграницей, архиепископ Роклэндский, викарий Нью-Йоркской епархии.
- 12 июля — Иван Бузыцков (60) — пограничник, Герой Советского Союза.
- 14 июля — Георгий Канцев (71) — старшина Рабоче-крестьянской Красной Армии, участник Великой Отечественной войны, Герой Советского Союза.
- 14 июля — Гастон Рагено — французский легкоатлет, серебряный призёр летних Олимпийских игр 1900.
- 18 июля — Иван Иванов (59) — советский военачальник, генерал-лейтенант.
- 18 июля — Евгений Кибрик (72) — советский живописец и график, иллюстратор, педагог.
- 19 июля — Владимир Стрельцов (69) — Участник Великой Отечественной войны. Герой Советского Союза.
- 20 июля — Виктор Зеленцов (67) — Участник Великой Отечественной войны. Герой Советского Союза.
- 20 июля — Павел Панков (56) — советский артист театра и кино, заслуженный артист РСФСР.
- 22 июля — Владимир Попович (57) — советский военный лётчик. Участник Великой Отечественной войны. Герой Советского Союза.
- 23 июля — Антон Герасимов (77) — советский военачальник.
- 23 июля — Илья Тахтаров (65) — Участник Великой Отечественной войны. Герой Советского Союза.
- 25 июля — Александр Подчуфаров (66) — Участник Великой Отечественной войны. Герой Советского Союза.
- 26 июля — Александр Гусев (67) — Участник Великой Отечественной войны. Герой Советского Союза.
- 26 июля — Николай Железников — Полный кавалер Ордена Славы.
- 27 июля — Андрей Александров (58) — Участник Великой Отечественной войны. Герой Советского Союза.
- 27 июля — Виллем Ван Оттерло (70) — нидерландский дирижёр и композитор. Отец дирижёра Рогира ван Оттерло.
- 27 июля — Херберт Дюсберг (76) — австрийский скрипач и альтист.
- 28 июля — Валентин Усанов (54) — Участник Великой Отечественной войны. Герой Советского Союза.
- 29 июля — Павел Васильев (69) — Участник Великой Отечественной войны. Герой Советского Союза.
- 30 июля — Иван Арестович (68) — один из руководителей партизанского движения на территории Минской области в годы Великой Отечественной войны.
- 30 июля — Умберто Нобиле (93) — итальянский дирижаблестроитель, исследователь Арктики, генерал.
- 31 июля — Ростислав Романов (75) — Князь Крови Императорской.

## Август
- 2 августа — Тимофей Рязанцев (67) — Герой Советского Союза.
- 2 августа — Яков Симкин (56) — советский художник, график, член Союза художников СССР.
- 3 августа — Аркадий Аполлонов (71) — советский государственный и военный деятель. Генерал-полковник.
- 4 августа — Лиля Брик (86) — российский литератор, муза Маяковского.
- 5 августа — Куини Смит (79) — американская актриса театра, кино и телевидения.
- 6 августа — Павел VI (80) — папа римский с 1963.
- 7 августа — Валентина Пенроуз (80) — французская писательница и художница-сюрреалистка.
- 9 августа — Пётр Трайнин (69) — Герой Советского Союза.
- 9 августа — Вера Уайт (86) — австралийский военный и гуманитарный работник.
- 10 августа — Борис Кашунин (46) — советский партийный деятель, председатель городского исполнительного комитета Совета народных депутатов Тольятти.
- 12 августа — Александр Богачёв (55) — Герой Советского Союза.
- 12 августа — Мария Васильчикова (61) — русская аристократка, причастная к событиям заговора 20 июля с целью убийства Гитлера.
- 13 августа — Михаил Железнов (65) — русский советский живописец и график.
- 13 августа — Таврион (Батозский) (80) — архимандрит Русской православной церкви.
- 15 августа — Кобден Паркс (86) — австралийский государственный служащий в области архитектурного и строительного надзора.
- 15 августа — Иван Тюленев (86) — советский военачальник, генерал армии, полный кавалер знака ордена Святого Георгия, Герой Советского Союза.
- 16 августа — Константин Мазуров (77) — Герой Социалистического Труда.
- 17 августа — Вера Марецкая (72) — советская актриса театра и кино, народная артистка СССР.
- 18 августа — Владимир Фогилев (55) — Герой Советского Союза.
- 19 августа — Арчил Геловани (62) — советский военачальник, маршал инженерных войск.
- 19 августа — Ириней Иринеев (81) — советский военный деятель, гвардии генерал-майор артиллерии.
- 21 августа — Пётр Мищенко (50) — украинский советский флейтист и музыкальный педагог.
- 22 августа — Филипп Пестрак (74) — белорусский писатель, деятель национально-освободительного движения в Западной Беларуси.
- 23 августа — Анатоль Астрейко (67) — белорусский советский поэт.
- 23 августа — Олег Караваев (42) — советский борец классического стиля, олимпийский чемпион 1960 года, заслуженный мастер спорта СССР
- 23 августа — Яаков Кнаани — израильский лексикограф, автор монументального толкового словаря иврита в 18 томах.
- 24 августа — Луи Прима (66) — американский трубач, вокалист, руководитель оркестра, композитор; пневмония.
- 25 августа — Михаил Котов (81) — советский ботаник-систематик, геоботаник, исследователь флоры сосудистых растений.
- 26 августа — Николай Ольховский (68) — Герой Советского Союза.
- 27 августа — Ева Симонайти́те (81) — литовская писательница.
- 28 августа — Роберт Шоу (51) — английский киноактёр и сценарист.
- 29 августа — Шауль Авигур — израильский военный и государственный деятель.
- 29 августа — Логин Большев (56) — советский математик.
- 30 августа — Михаил Семичастный (67) — советский футболист и футбольный тренер, заслуженный мастер спорта.

## Сентябрь
- 3 сентября — Аркадий Аполлонов (71) — советский государственный и партийный деятель, заместитель министра государственной безопасности СССР по войскам, генерал-полковник.
- 4 сентября — Анатолий Денисов (62) — майор Советской Армии, участник Великой Отечественной войны, Герой Советского Союза.
- 5 сентября — Никодим (Ротов) (48) — епископ Русской Православной Церкви.
- 6 сентября — Абдулла Бильданов (67) — Полный кавалер Ордена Славы.
- 7 сентября — Кит Мун (32) — британский барабанщик, наибольшую известность получивший как участник рок-группы The Who.
- 7 сентября — Николай Смирнов (80) — советский писатель-прозаик, поэт, критик, первый буниновед .
- 10 сентября — Александр Медведев (63) — участник Великой Отечественной войны, Герой Советского Союза.
- 11 сентября — Ронни Петерсон (34) — гонщик Формулы-1 вице-чемпион мира 1971 и 1978 годов; жировая эмболия, вызванная полученным накануне переломом ног.
- 11 сентября — Натан Рыбак (65) — украинский советский писатель.
- 12 сентября — Николай Атаров (71) — русский советский прозаик.
- 14 сентября — Зенон Косидовский (80) — польский писатель, эссеист, историк.
- 14 сентября — Владимир Узу (54) — Герой Советского Союза.
- 15 сентября — Гали Орманов (71) — казахский поэт, писатель, журналист и переводчик, член Союза писателей СССР.
- 16 сентября — Ибрагим Барамыков (69) — советский кинооператор. Народный артист Таджикской ССР.
- 16 сентября — Борис Красиков (70) — военный инженер-механик, участник Великой Отечественной войны, начальник Военно-морского инженерного училища им. Ф. Э. Дзержинского, инженер-контр-адмирал.
- 16 сентября — Семен Кривошеин (78) — советский военачальник, генерал-лейтенант танковых войск, Герой Советского Союза.
- 18 сентября — Адиль Искендеров (68) — советский азербайджанский режиссёр, актёр театра и кино, педагог. Народный артист СССР.
- 21 сентября — Иосиф Короленко (75) — советский военный деятель, Генерал-майор артиллерии.
- 22 сентября — Владимир Павлов (57) — Герой Советского Союза.
- 25 сентября — Сергей Бондарин (75) — русский советский прозаик.
- 27 сентября — Александр Погорельцев (61) — Герой Советского Союза.
- 27 сентября — Аугуст Саббе (69) — считается последним в Эстонии представителем антисоветского партизанского движения «лесных братьев».
- 26 сентября — Ян Парандовский (83) — польский писатель.
- 26 сентября — Антон Севченко (75) — советский физик, академик Академии наук БССР.
- 26 сентября — Василий Языков (55) — полный кавалер ордена Славы.
- 27 сентября — Абрам Сидлин — советский шашечный деятель.
- 27 сентября — Афанасий Шаповалов (70) — Герой Советского Союза.
- 28 сентября — Иоанн Павел I (65) — преемник Павла VI, папа римский в течение 33-х дней.
- 28 сентября — Мир Джалал Пашаев (70) — азербайджанский писатель, учёный-литературовед, доктор филологических наук.
- 28 сентября — Анатолий Якобсон (43) — русский поэт, переводчик, историк русской литературы и идейной мысли, правозащитник.
- 29 сентября — Леонид Володько (50) — белорусский, советский физик-экспериментатор.
- 29 сентября — Касымалы Токолдошев (60) — почтальон Калининского узла связи Министерства связи Киргизской ССР. Герой Социалистического Труда.

## Октябрь
- 2 октября — Пётр Тур (70) — советский сценарист и драматург.
- 3 октября — Василий Андрианов (76) — советский политический деятель, 1-й секретарь Ленинградского областного комитета ВКП(б) — КПСС (1949—1953), член Президиума ЦК КПСС (1952—1953).
- 3 октября — Александр Белов (26) — советский баскетболист, заслуженный мастер спорта СССР.
- 6 октября — Григорий Акимов (76) — Герой Советского Союза.
- 6 октября — Джонни О’Киф (43) — австралийский певец.
- 6 октября — Лутфулла Сибагатуллин (66) — Герой Советского Союза.
- 9 октября — Павел Антокольский (82) — русский советский поэт, переводчик, актёр.
- 9 октября — Жак Брель (49) — бельгийский (франкоговорящий) поэт, бард, актёр и режиссёр; рак лёгких.
- 9 октября — Иван Ле (83) — украинский советский писатель.
- 9 октября — Владимир Лифшиц (64) — русский писатель, поэт, драматург.
- 11 октября — Жекен Жумаканов (64) — казахский писатель, журналист.
- 11 октября — Феодосий Каминский — краевед, археолог, общественный деятель.
- 11 октября — Николай Копаев — советский шахматист и шахматный композитор.
- 11 октября — Виктор Яхонтов (97) — русский офицер, советский общественный деятель.
- 12 октября — Иван Вербовский (67) — Герой Советского Союза.
- 12 октября — Ростислав Кавецкий (78) — украинский советский патофизиолог, онколог, доктор медицинских наук.
- 12 октября — Владимир Турчинский (59) — генерал-майор.
- 13 октября — Степан Карабанов (72) — полный кавалер ордена Славы.
- 13 октября — Анатолий Паншин (58) — полный кавалер ордена Славы.
- 14 октября — Моше Арам (82) — израильский политический деятель. Депутат Кнессета.
- 14 октября — Владимир Мясищев (76) — советский авиаконструктор.
- 15 октября — Иван Бессонов (55) — участник Великой Отечественной войны, полный кавалер ордена Славы.
- 15 октября — Георгий Будагян (79) — армянский советский композитор и дирижёр. Народный артист Армянской ССР.
- 15 октября — Владимир Жиганов — русский литератор и издатель.
- 15 октября — Михаил Кырчанов (70) — Герой Советского Союза.
- 16 октября — Эммануил Куцин (79) — советский разведчик и партизан Великой Отечественной войны, подполковник.
- 16 октября — Семен Межинский (89) — русский и советский драматический артист театра и кино, исполнитель характерных ролей.
- 16 октября — Николай Рудь (55) — Герой Советского Союза.
- 16 октября — Николай Торопов (68) — полный кавалер ордена Славы.
- 17 октября — Пётр Аржанов (77) — актёр театра и кино, заслуженный артист РСФСР.
- 17 октября — Жан Амери (65) — австрийский писатель, журналист, кинокритик, мыслитель-эссеист.
- 18 октября — Рамон Меркадер (65) — агент советских органов госбезопасности, убийца Льва Троцкого, член Компартии Испании.
- 20 октября — Гуннар Нильссон (29) — шведский автогонщик, пилот Формулы-1.
- 21 октября — Анастас Микоян (82) — советский государственный и политический деятель.
- 23 октября — Николай Кальченко (67) — Герой Социалистического труда.
- 25 октября — Юрий Шебилов (57) — советский игрок в хоккей с мячом, футболист, нападающий.
- 26 октября — Александр Гершенкрон — американский экономист и историк.
- 26 октября — Феодосий Паращенко (59) — Герой Советского Союза.
- 28 октября — Ян Веверс (79) — деятель ВЧК — ОГПУ — НКВД-КГБ, председатель КГБ при СМ Латвийской ССР (1954—1963), генерал-майор.
- 28 октября — Василий Мухин (63) — участник Великой Отечественной войн, Герой Советского Союза.
- 29 октября — Иван Каиров (84) — советский политический деятель, министр просвещения РСФСР (1949—1956).
- 29 октября — Иван Климов (74) — советский военачальник, генерал-полковник авиации.
- 30 октября — Николай Ваврисевич — украинский педагог, краевед, этнограф, писатель, журналист и общественный деятель.
- 30 октября — Алексей Величко (81) — генерал-майор Советской Армии.
- 31 октября — Владимир Евсеенко (55) — старший сержант Рабоче-крестьянской Красной Армии, участник Великой Отечественной войн, Герой Советского Союза.

## Ноябрь
- 1 ноября — Сергей Кафтанов (72) — советский политический деятель, министр высшего образования СССР (1946—1951).
- 2 ноября — Асканаз Карапетян (78) — советский офицер, Герой Советского Союза генерал-майор.
- 3 ноября — Вадим Бузинов (56) — Герой Советского Союза.
- 4 ноября — Бек Моргоев — Герой Советского Союза.
- 5 ноября — Василиск Гнедов (88) — русский поэт-авангардист, один из лидеров движения эгофутуристов.
- 6 ноября — Осип Шор (79) — главный прототип Остапа Бендера, брат поэта Анатолия Фиолетова.
- 7 ноября — Василий Викторов (66) — Герой Советского Союза.
- 8 ноября — Норман Роквелл (84) — известный американский художник и иллюстратор.
- 9 ноября — Иван Доронин (78) — русский советский поэт.
- 10 ноября — Илья Качалин (57) — Герой Советского Союза.
- 11 ноября — Сергей Перов — партийный работник.
- 13 ноября — Анатолий Васильев (59) — Герой Советского Союза.
- 14 ноября — Микаэла Дроздовская (41) — советская киноактриса; несчастный случай (пожар).
- 16 ноября — Владимир Нанейшвили (75) — Герой Советского Союза.
- 17 ноября — Трофим Звонков — ефрейтор Рабоче-крестьянской Красной Армии, участник Великой Отечественной войны, Герой Советского Союза.
- 17 ноября — Камиль Ярматов (75) — советский, таджикский и узбекский актёр, кинорежиссёр, сценарист.
- 18 ноября — Пабло Дорадо (70) — уругвайский футболист, нападающий, чемпион мира (1930, в составе уругвайской сборной).
- 18 ноября — Джеймс Уоррен Джонс (47) — американский проповедник, основатель организации «Народный Храм», причисленной американским законодательством к деструктивным культам.
- 18 ноября — Виктор Важдаев (70) — детский писатель-сказочник и этнограф.
- 18 ноября — Вера Шершнева (72) — советская актриса кино.
- 20 ноября — Григорий Васильев (67) — Герой Советского Союза.
- 20 ноября — Семён Немцев (60) — Герой Советского Союза.
- 20 ноября — Владимир Чумак (52) — Герой Советского Союза.
- 21 ноября — Пётр Батавин — Герой Советского Союза.
- 23 ноября — Жак Бержье (66) — французский писатель-фантаст, историк, философ, журналист, детектив, инженер.
- 23 ноября — Иван Демьяненко (61) — майор Советской Армии, участник Великой Отечественной войны, Герой Советского Союза.
- 23 ноября — Ганс Йост (88) — нацистский драматург, поэт и литературный администратор, автор афоризма «Когда я слышу о культуре, я снимаю с предохранителя свой браунинг».
- 24 ноября — Вильгельм Адам (85) — офицер вермахта.
- 24 ноября — Юрий Липский (69) — советский астроном.
- 26 ноября — Михаил Пронин (86) — участник Великой Отечественной войны, Герой Советского Союза.
- 26 ноября — Мукаррам Тургунбаева (65) — узбекская советская артистка балета, балетмейстер, педагог.
- 27 ноября — Харви Милк (48) — американский политик и первый открытый гей, избранный на политический пост в США.
- 27 ноября — Джордж Москоне (49) — американский политик, член Демократической партии США, мэр Сан-Франциско; застрелен в своём кабинете Дэном Уайтом.
- 27 ноября — Николай Смирнов (62) — участник Великой Отечественной войны, Герой Советского Союза.
- 27 ноября — Сьюзан Шоу (49) — английская актриса кино и телевидения[2].
- 28 ноября — Ксения Бахтадзе (79) — советский грузинский селекционер.

## Декабрь
- 1 декабря — Пётр Панченко (87) — писатель.
- 2 декабря — Леонид Ждановский (60) — полковник Советской Армии, участник Великой Отечественной войны, Герой Советского Союза.
- 2 декабря — Федор Мейбом (84) — подполковник (1920). Военный деятель, участник 1-й мировой и Гражданской войны.
- 2 декабря — Михаил Овсянкин (58) — участник Великой Отечественной войны, Герой Советского Союза.
- 2 декабря — Григорий Чернов (77) — участник Великой Отечественной войны, Герой Советского Союза.
- 3 декабря — Иван Кавалеридзе (91) — советский скульптор, режиссёр кино и театра, драматург, сценарист.
- 4 декабря — Геннадий Ветошкин (77) — советский государственный и партийный деятель, председатель СМ Коми АССР (1945—1947).
- 4 декабря — Сэмюэл Гаудсмит (76) — американский физик-теоретик голландского происхождения, член Национальной академии наук США (1947).
- 4 декабря — Михаил Новиков (60) — участник Великой Отечественной войны, Герой Советского Союза.
- 5 декабря — Дайос Бела (80) — немецкий скрипач, руководитель эстрадного оркестра.
- 5 декабря — Шариф Эргашев (62) — Герой Советского Союза.
- 6 декабря — Исаак Ревут (69) — доктор сельскохозяйственных наук, профессор.
- 6 декабря — Сергей Семёнов (80) — советский учёный-археолог, доктор исторических наук.
- 8 декабря — Голда Меир (80) — 4-й премьер-министр Израиля (17 марта 1969—1974).
- 8 декабря — Михаил Шрейдер (76) — сотрудник ВЧК-ОГПУ-НКВД.
- 10 декабря — Степан Белоножко (59) — советский военный деятель, генерал-полковник.
- 10 декабря — Бекир Мустафаев (80) — Герой Советского Союза.
- 10 декабря — Прим Нурманов (67) — Герой Советского Союза.
- 13 декабря — Анатолий Голицин (70) — Герой Советского Союза.
- 13 декабря — Константин Недорубов (89) — Герой Советского Союза.
- 14 декабря — Орест Боровков (70) — советский офицер, полковник, Герой Советского Союза.
- 16 декабря — Николай Ястребинский (65) — участник Советско-финской и Великой Отечественной войн, заместитель командира 7-го отдельного моторизированного понтонно-мостового батальона по политической части 7-й гвардейской армии Степного фронта, Герой Советского Союза.
- 17 декабря — Сергей Зверев (66) — советский государственный деятель, министр оборонной промышленности СССР.
- 18 декабря — Александр Ивич (78) — писатель.
- 18 декабря — Гарольд Дуайт Лассуэл (76) — американский политолог, один из основателей чикагской школы социологии.
- 18 декабря — Лев Успенский (78) — русский писатель, прозаик, филолог.
- 20 декабря — Дмитрий Покрасс (79) — советский музыкант и композитор. Народный артист СССР.
- 20 декабря — Сабир Ризаев (54) — армянский советский киновед, кинокритик, сценарист и театровед.
- 23 декабря — Илья Майзелис (83) — советский шахматист, шахматный теоретик, историк и литератор.
- 24 декабря — Виталий Грачёв (75) — советский конструктор автомобильной и бронетанковой техники.
- 24 декабря — Всеволод Лазарян (69) — советский учёный-механик.
- 25 декабря — Иосиф (Шмондюк) (66) — епископ стемфордский.
- 25 декабря — Владимир Пеллер (65) — советский государственный и хозяйственный деятель, Герой Социалистического Труда, полный кавалер ордена Славы, участник Великой Отечественной войны.
- 26 декабря — Валентин Чаленко (55) — Герой Советского Союза.
- 27 декабря — Вацловас Бернотенас (61) — Герой Советского Союза.
- 27 декабря — Хуари Бумедьен (46) — Президент Алжира (1976—1978)
- 27 декабря — Леонид Персианинов (70) — акушер-гинеколог, Герой Социалистического Труда, лауреат Государственной премии СССР, заслуженный деятель науки БССР, академик АМН СССР, доктор медицинских наук, профессор.
- 28 декабря — Вера Алтайская (59) — советская актриса театра и кино.
- 28 декабря — Виктор Глухарёв (56) — советский военный лётчик, старший лейтенант, участник Великой Отечественной войны, Герой Российской Федерации (1995); ДТП.
- 28 декабря — Сергей Данилин (77) — Герой Советского Союза.
- 28 декабря — Гелий Снегирёв (51) — украинский кинорежиссёр, писатель, киносценарист, диссидент.
- 29 декабря — Екатерина Балод — медицинская сестра рижской центральной больницы Латвийского бассейна, Герой Социалистического Труда.
- 29 декабря — Иван Губанов (73) — Герой Советского Союза.
- 29 декабря — Юрий Таптунов (38) — Герой Советского Союза.
- 29 декабря — Михаил Яглинский (56) — Герой Советского Союза.
- 30 декабря — Игнат Захаров (65) — советский работник сельского хозяйства, Герой Социалистического Труда.
- 30 декабря — Марк Наймарк (69) — советский математик.